# Orde van Samoa
De Orde van Samoa is een door Malietoa Tanumafili II, koning van Samoa, ingestelde ridderorde met de in het internationale diplomatieke verkeer gebruikelijke vijf graden. De koning is de Souverein van de drie Samoaanse ridderorden. Het verlenen van de orden gebeurt in zijn naam door het politiek verantwoordelijke kabinet.
De graden
- De Grote Orde van Samoa

Dit is de Bijzondere Klasse van de Orde van Samoa. Dat een orde de Eerste Klasse van een andere orde is, komt ook elders voor; bijvoorbeeld in Japan waar de Orde van de Chrysanthemum de Eerste Klasse is van de Orde van de Rijzende Zon. Alleen de koning van Samoa draagt de versierselen van deze graad, die dan ook als een ambtsinsigne beschouwd kan worden.
- Premier Class of Eerste Klasse

Van deze klasse mogen er niet meer dan twee leden in leven zijn. Men verleent deze graad aan diegenen die een grote bijdrage aan het welzijn van het volk, de cultuur en de staat hebben geleverd. De graad kan postuum worden toegekend.
- First Class of Eerste Klasse

Er mogen tien dragers van de Eerste Klasse zijn.
- Companion

Er mogen tien Companions zijn.
- Officer of Officier

Er mogen vijftien Officieren zijn.
- Member of Lid

Er mogen tien Leden zijn.
Buitenlandse benoemingen gelden als surnumerair.